# Kryofyty
Kryofyty jsou zvláštním případem psychrofytů. Jsou to rostliny žijící na hranici věčného sněhu. Mají krátké vegetační období, ve kterém jsou vystaveny fyziologickému suchu. Často jsou kryty chlupy, které je chrání před nízkými teplotami.